# Aperetiset
Aperetiset è una dea egizia che aveva il suo principale luogo di culto nella città di Akhmim, nell'Alto Egitto.
Era raffigurata con indosso il copricapo di Hathor, oppure occasionalmente con una corona di piume. Formava una triade divina durante il periodo tardo e il periodo greco-romano dell'Egitto insieme a Min (di cui è anche la consorte) e Kolanthes, oppure Horus. Poiché la dea Renpet era considerata la "madre di Kolanthes", le figure delle due dee vennero successivamente fuse in un'entità unica.